# Stevie Wonder Presents Syreeta
Stevie Wonder Presents Syreeta, estilizado como Stevie Wonder Presents “Syreeta”, es el segundo álbum de estudio de la cantautora estadounidense Syreeta Wright, publicado en junio de 1974 a través de Motown. El álbum incluye la versión original de «Cause We've Ended as Lovers» que Jeff Beck versionaría en su álbum de 1975, Blow by Blow.

## Concepción
En una entrevista con el editor Leroy Robinson de la revista Billboard, Syreeta Wright indicó que “el álbum representa el amor y la unidad. No entramos al estudio con una rutina para este álbum. Simplemente fluyó. Cualquiera que haya trabajado en ello tuvo una gran implicación”.

## Composición
Las baladas y grandes producciones dominan el álbum. El periodista musical Steve Millward escribió que la temática del amor está en todas partes: amor de pareja, amor de familia, amor de Dios. Las canciones también exploran la ruptura del breve matrimonio de Wright con Stevie Wonder. Millward opinó que “cualquier rencor que haya podido conllevar queda sepultado bajo una avalancha de sentimentalismo”.

## Recepción de la crítica
Un escritor no especificado de la revista Cash Box declaró: “Un álbum tremendamente conmovedor, lo último de Syreeta en Motown presenta composiciones que ha escrito con Stevie y algunas que Stevie escribió sola. El obvio amor y compasión que abruman cada pista del LP es una indicación de la profundidad del entendimiento entre los dos artistas cuyos caminos creativos se fusionan aquí en oleadas de brillantez emocional”. Un escritor no especificado de Billboard comentó: “Máxima sofisticación del soul de una joven artista y escritora verdaderamente madura y distintiva que vocaliza con toda la elegante precisión de Diana Ross. La gran ventaja son las muchas texturas de sonido de Stevie Wonder. Produjo, arregló, colaboró o escribió todas las canciones con su amigable ex esposa Syreeta. Wonder incluso colabora con muchos teclados y armonías vocales no facturados. Pero esto no es de ninguna manera sólo un LP de Wonder mal titulado. Syreeta Wright muestra aquí la intensidad enfocada que indica que pertenece al rango más alto del género soul progresivo en este momento”. Un escritor no especificado de Record World escribió: “Orquestaciones completas y variadas (cortesías del maestro Wonder) enriquecen la dulce y fluida destreza vocal de Syreeta en este segundo intento”.

## Lista de canciones
Todas las canciones escritas y compuestas por Stevie Wonder y Syreeta Wright, excepto donde esta anotado. 
| Lado uno |                           |              |          |  |
| N.º      | Título                    | Escritor(es) | Duración |  |
| 1.       | «I'm Goin' Left»          |              | 3:33     |  |
| 2.       | «Spinnin' and Spinnin'»   |              | 4:22     |  |
| 3.       | «Your Kiss Is Sweet»      |              | 3:37     |  |
| 4.       | «Come and Get This Stuff» | Wonder       | 4:32     |  |
| 5.       | «Heavy Day»               |              | 4:01     |  |

| Lado dos |                                                     |              |          |  |
| N.º      | Título                                              | Escritor(es) | Duración |  |
| 1.       | «Cause We've Ended as Lovers»                       | Wonder       | 4:28     |  |
| 2.       | «Just a Little Piece of You»                        |              | 4:00     |  |
| 3.       | «Waitin' for the Postman»                           | Wonder       | 1:52     |  |
| 4.       | «When Your Daddy's Not Around»                      | Wonder       | 1:11     |  |
| 5.       | «I Wanna Be by Your Side» (with G. C. Cameron)      | Wonder       | 4:01     |  |
| 6.       | «Universal Sound of the World (Your Kiss Is Sweet)» |              | 3:57     |  |

## Créditos y personal
Créditos adaptados desde las notas de álbum de Stevie Wonder Presents “Syreeta”.
Músicos
- Syreeta Wright – voz principal
- Ollie Brown – batería
- Reggie McBride – bajo eléctrico
- Marlo Henderson – guitarra
- Mike Sembello – guitarra
- Steven Madaio – trompeta
- Dennis Morouse – saxofón tenor
- Deniece Williams – coros
- Lani Groves – coros
- Shirley Brewer – coros
- Anita Sherman – coros
- Minnie Riperton – coros
- G.C. Cameron – segunda voz en «I Wanna Be by Your Side»

Personal técnico
- Stevie Wonder – productor
- Paul Riser – arreglos de cuerda
- Bob Margouleff – ingeniero de audio
- Malcolm Cecil – ingeniero de audio
- Gary Olazabal – ingeniero de audio
- Calvin Hardaway – coordinador
- Jim Britt – fotografía

## Posicionamiento
| Gráfica (1974)                            | Pico de posición |
| ----------------------------------------- | ---------------- |
| Australia (Kent Music Report)             | 93               |
| Estados Unidos (Billboard Top LPs & Tape) | 116              |
| Estados Unidos (Billboard Soul LPs)       | 53               |